# Callithea dilata
Callithea dilata är en fjärilsart som beskrevs av Percy I. Lathy 1929. Callithea dilata ingår i släktet Callithea och familjen praktfjärilar. Inga underarter finns listade i Catalogue of Life.